# Дикарбонил(циклооктен)(циклопентадиенил)марганец
Дикарбонил(циклооктен)(циклопентадиенил)марганец — металлоорганическое соединение,
карбонильный комплекс марганца
состава Mn(C5H5)(CO)2(C8H14),
жёлтые кристаллы.

## Получение
- Раствор трикарбонил(циклопентадиенил)марганца и циклопентадиена в н-гексане облучают ультрафиолетом:

{\displaystyle {\mathsf {Mn(C_{5}H_{5})(CO)_{3}+C_{8}H_{14}\ {\xrightarrow {h\nu }}\ Mn(C_{5}H_{5})(CO)_{2}(C_{8}H_{14})+CO\uparrow }}}

## Физические свойства
Дикарбонил(циклооктен)(циклопентадиенил)марганец образует жёлтые кристаллы, устойчивые на воздухе, не гидролизуется в воде,
растворяется в большинстве органических растворителях.